# جیمی ایل فنومنو
جیمی ایل فنومنو (ایتالیایی: Jimmy il Fenomeno؛ ‏ ۲۲ آوریل ۱۹۳۲ – ۶ اوت ۲۰۱۸) بازیگر و کمدین اهل ایتالیا بود.
وی طی مدت ۵۰ سال در بیش از ۱۵۰ فیلم از سبک‌های گوناگون از جمله کمدی سکسی سبک ایتالیایی نقش‌آفرینی کرد. او دچار انحراف چشم بود و این موضوع کمک زیادی به نقش‌های کمدی او و نمای غیرعادی خنده‌هایش نمود.
از فیلم‌هایی که وی در آن نقش داشته‌است می‌توان به انجیرتیغی، تقدیم به مادر عزیزم در زادروزش، پزشک بیمه سلامت، یک هفته کنار دریا، پیرینوی باحال، سوبروله… دختر اهل رومانیولا، تعطیلات زمستانی، عالیجناب با معشوقه‌اش زیر تخت، فاشیست، حلزون بزرگ، ده‌هزار دلار برای یک قتل‌عام، فانتوتزی، بمب‌افکن، بیا جلو، ابله و پاهای طلایی اشاره کرد.